# Giro de Italia 1978
El  61º Giro de Italia se disputó entre el 7 y el 28 de mayo de 1978 con un recorrido de 3612,5 km dividido en un prólogo y 20 etapas  con inicio en Saint-Vincent y final en Milán.
Participaron 130 ciclistas repartidos en 13 equipos de 10 corredores cada uno de los que solo lograron finalizar la prueba 90 ciclistas.
El vencedor absoluto  fue el belga Johan De Muynck que cubrió la prueba en 101h 31’ 22’’ a una velocidad media de 35,563 km/h.

## Etapas
| Etapa   | Fecha      | Recorrido                      | Km         | Ganador de la etapa      | Líder de la clasificación general |
| Prólogo | 7 de mayo  | Saint-Vincent                  | 2 (CRI)    | Dietrich Thurau          | -                                 |
| 1.ª     | 8 de mayo  | Saint-Vincent – Novi Ligure    | 175        | Rik Van Linden           | Rik Van Linden                    |
| 2.ª     | 9 de mayo  | Novi Ligure - La Spezia        | 195        | Giuseppe Saronni         | Rik Van Linden                    |
| 3.ª     | 10 de mayo | La Spezia - Cascina            | 183        | Johan De Muynck          | Johan De Muynck                   |
| 4.ª     | 11 de mayo | Larciano - Pistoia             | 25 (CRI)   | Dietrich Thurau          | Johan De Muynck                   |
| 5.ª     | 12 de mayo | Prato - Cattolica              | 200        | Rik Van Linden           | Johan De Muynck                   |
| 6.ª     | 13 de mayo | Cattolica - Silvi Marina       | 218        | Rik Van Linden           | Johan De Muynck                   |
| 7.ª     | 14 de mayo | Silvi Marina - Benevento       | 237        | Giuseppe Saronni         | Johan De Muynck                   |
| 8.ª     | 15 de mayo | Benevento - Ravello            | 175        | Giuseppe Saronni         | Johan De Muynck                   |
| 9.ª     | 16 de mayo | Amalfi - Latina                | 248        | Enrico Paolini           | Johan De Muynck                   |
| 10.ª    | 17 de mayo | Latina - Piediluco             | 220        | Giuseppe Martinelli      | Johan De Muynck                   |
| 11.ªa   | 18 de mayo | Terni - Asís                   | 74         | Bruno Zanoni             | Johan De Muynck                   |
| 11.ªb   | 18 de mayo | Asís - Siena                   | 145        | Francesco Moser          | Johan De Muynck                   |
| 12.ª    | 19 de mayo | Poggibonsi - Passo del Trebbio | 204        | Giancarlo Bellini        | Johan De Muynck                   |
| 13.ª    | 20 de mayo | Modigliana - Padua             | 183        | Francesco Moser          | Johan De Muynck                   |
| 14.ª    | 21 de mayo | Venecia – Venecia              | 12 (CRI)   | Francesco Moser          | Johan De Muynck                   |
| 15.ª    | 23 de mayo | Treviso - Canazei              | 220        | Gianbattista Baronchelli | Johan De Muynck                   |
| 16.ª    | 24 de mayo | Mazzin - Cavalese              | 45,5 (CLM) | Francesco Moser          | Johan De Muynck                   |
| 17.ª    | 25 de mayo | Cavalese - Monte Bondone       | 205        | Wladimiro Panizza        | Johan De Muynck                   |
| 18.ª    | 26 de mayo | Mezzolombardo - Sarezzo        | 245        | Giuseppe Perletto        | Johan De Muynck                   |
| 19.ª    | 27 de mayo | Brescia - Inverigo             | 175        | Vittorio Algeri          | Johan De Muynck                   |
| 20.ª    | 28 de mayo | Inverigo - Milán               | 226        | Paolo Rosola             | Johan De Muynck                   |

## Clasificaciones
| Clasificación general |              |
| --- | ------------ |
| \| 1. Johan De Muynck \| 101h 31' 22" \| \| 2. Gianbattista Baronchelli \| a 0' 59" \| \| 3. Francesco Moser \| a 2' 19" \| \| 4. Wladimiro Panizza \| a 7' 57" \| \| 5. Giuseppe Saronni \| a 8' 19" \| \| 6. Ronald De Witte \| a 8' 24" \| \| 7. Alfio Vandi \| a 9' 04" \| \| 8. Claudio Bortolotto \| a 9' 25" \| \| 9. Bernt Johansson \| a 12' 36" \| \| 10. Ueli Sutter \| a 12' 38" \| |              |
| 1. Johan De Muynck | 101h 31' 22" |
| 2. Gianbattista Baronchelli | a 0' 59"     |
| 3. Francesco Moser | a 2' 19"     |
| 4. Wladimiro Panizza | a 7' 57"     |
| 5. Giuseppe Saronni | a 8' 19"     |
| 6. Ronald De Witte | a 8' 24"     |
| 7. Alfio Vandi | a 9' 04"     |
| 8. Claudio Bortolotto | a 9' 25"     |
| 9. Bernt Johansson | a 12' 36"    |
| 10. Ueli Sutter | a 12' 38"    |